# 夜美女
『夜美女』（よるびじょ）は、2003年4月5日 - 2007年3月31日まで、毎週土曜深夜にサンテレビをはじめとする独立UHF放送局で放送されていた土曜深夜アダルトバラエティ枠の女性向けのお色気番組である。女性タレントを司会に据えたり、内容を女性向けに設けたりして、女性視聴者をターゲットに製作された。

## 概要
同じ枠で放送されていた『おとなの子守唄』、『おとなのえほん』、『のりノリ天国』と同様、ダイフク企画とコールツプロダクションにより制作された性的な事柄を扱うバラエティ番組である。同枠は、アダルトビデオの紹介やヌード写真の撮影など女性の体の露出が多い番組内容であるが、今回は女性向け番組としてリニューアルされた。岡本夏生がお色気番組の司会を担当するのは、1994年から1996年まで日本テレビで放送されていた『ロバの耳そうじ』以来である。視聴可能エリアは、関西のほぼ全域をはじめ、やがて東海、関東の一部まで進出した。主に女性タレントたちがガールズトークを展開するコーナーを中心に「官能吐息」、「Best Shot」、「女だらけのAV鑑賞会」、「買取りまっくす・スペースMAXのおすすめAV」といったコーナーも人気を得ていた。
番組終了後、2009年6月にサンテレビ土曜深夜アダルトバラエティ枠が一度廃止され、同年10月からサンテレビ金曜アダルトバラエティー枠として復活し、この番組の流れをくむ後継番組『夜は美女バナ』が放送された。

## エピソード
- 司会者3名に番組終了が伝えられたのは、この最終回収録の3日前だったという（最終回のエンディングより）。
- BILLIE IDLE®やBiSの一員として活動したファーストサマーウイカが学生時代に視聴していたという[2]。
- 元Sexy Zoneのメンバーである中島健人が自身のイベントで子供時代に視聴していたと明かしたことがある。

## 司会者
- 岡本夏生
- 岡元あつこ
- 矢部美穂

岡元と矢部は番組開始の時から出演。
過去
- 久本朋子（2003年4月 - 2004年9月）
- 杉田かおる（2004年10月 - 2005年3月）

## 主なコーナー

### 番組終了時
スタジオトーク
視聴者からの恋愛相談について議論形式にトークをするコーナー。結論は、番組の最後に出る。
Best Shot
女性カメラマン・etoが、AV女優の裸を撮影するコーナー。当然の事ながら、放送禁止の女性器は写らないようにパンツを履くが、履かない場合もあり、その場合はAV女優が本人の手などで女性器を隠している。バストは出す。
絶頂!エロティシズム研究所
紫彩乃→つかもと友希。
夜美女流 ヨーロピアン ヨガ
AV女優がヨガのレッスンを受けるコーナー。
鷹の穴
AV男優の加藤鷹が、1人のワープエンジェルを1ヶ月かけて変身させるコーナー。
官能吐息
美里かすみ・原田祐希・紋舞らん・かすみ果穂・天宮まなみ。
AV女優が成人向け漫画を絵本の読み聞かせ風に読むコーナー。読みながら胸に手を当て、バストを出すこともある。主に桜ノ宮タワーズホテルで収録している。成人向け漫画の登場人物の男性のセリフは、男性ナレーターが読む。当然の事ながら、放送禁止用語が出てくる所は自主規制音が流れる。
Joe流スタイル
美容外科・Joeクリニック院長の重本譲を迎え、岡元あつこが美容整形にまつわる話を伺うコーナー。
買取りまっくす・スペースMAXのおすすめAV
きわどい衣装を着たスペースMAX・エリンコが「買い取りまっくす」で、おすすめのAVを2つ紹介するコーナー。紹介したAVは、視聴者にプレゼントしている。なおエリンコが目覚めるシーンのBGMはジェームス・ブラウンの曲である。
備考
- スタジオトークを除き、殆どのコーナーは関西地区のサンテレビでスポンサーについたラブホテルで収録。
- 毎年2月頃は「夜美女スキー合宿」として、トークコーナーはスキー場からの放送となった。恋愛相談の議論はスキー場付近のホテルで行われた。

### 過去のコーナー
- 女だらけのAV鑑賞会[7]
- ナースすみれのHカルテ（桜井すみれ）
- SWEET CHERRY CLUB
- 鷹の爪にパンティ
- 鷹san PROJECT
- ランジェリーバトル
- ランジェリービクス
- 美女の穴
- 桃色JINMON
- 大人のセクシャル講座
- 熟女のブログ（紫彩乃→新堂有望）
- 夜のクリニック
- 夜のクリニックINTERNATIONAL
- Virgin Slotter
- 交渉バトル!! スー玉ころがし
- 美女のアバンチュール

## スタッフ
- ナレーター：石田隼大、安西なをみ
- ディレクター：岩松まこと・松本ひろし（コールツプロ）、口野いくお
- 技術：コールツプロダクション
- TD（テクニカルディレクター）：有谷晴彦（コールツプロ）
- 照明：アーチェリープロダクション
- 美術：ふるたいむ
- VTR編集：渡辺裕也・川上忠士（Sony PCL）
- ノンリニア編集：中村誠（コールツプロ）
- MA：ゴンザレス齋藤
- メイク：和田明日香
- 監修：厨子忠純
- プロデューサー： 竹内浄一（サンテレビジョン）、音甲一（ダイフク企画）、田野ひでふさ（コールツプロ）、山内カオル
- 企画制作：ダイフク企画、コールツプロダクション
- 制作著作：SUN-TV

## 番組使用楽曲
- エンディング「Laugh&Love」KaHoRi（作詞・作曲：KaHoRi 編曲：山崎幸次）

## ネット局
- いずれも独立UHF放送局にネットされている。
- なお、この番組を持って、岐阜放送ではサンテレビのアダルト番組のネットを打ち切った（後に深夜アニメ枠に変更し、後続番組はテレビ東京製作の「ときめきメモリアル Only Love」）。

| 地域   | 放送局                            | 放送曜日と時間                    | 備考                               |
| ------ | --------------------------------- | --------------------------------- | ---------------------------------- |
| 兵庫県 | サンテレビジョン（SUN-TV）        | 土曜（日曜未明）0時 - 0時55分     | 『夜美女』制作局                   |
| 千葉県 | 千葉テレビ放送（チバテレビ・CTC） | 金曜（土曜未明）1時 - 1時55分     | 6日遅れ                            |
| 埼玉県 | テレビ埼玉（テレ玉・TVS）         | 金曜（土曜未明）2時 - 2時55分     | 6日遅れ                            |
| 岐阜県 | 岐阜放送（GBS）                   | 土曜（日曜未明）2時30分 - 3時25分 | 1週遅れ                            |
| 滋賀県 | びわ湖放送（BBC）                 | 火曜（水曜未明）1時10分 - 2時5分  | 3日遅れ、2005年9月で放送打ち切り。 |
| 京都府 | 京都放送（KBS京都）               | 土曜（日曜未明）1時25分 - 2時20分 | サンテレビと同日。                 |
| 奈良県 | 奈良テレビ放送（TVN）             | 土曜（日曜未明）2時20分 - 3時15分 | サンテレビと同日。                 |